# Swahilispråkiga Wikipedia
Swahilispråkiga Wikipedia (swahili:Wikipedia ya Kiswahili) är den swahilispråkiga varianten av Wikipedia. I januari 2010 hade den nästan 16 000 artiklar, vilket då gjorde den till den 73:e största språkvarianten. Den var då den största afrikanska Wikipediaversionen, före den afrikaansspråkiga. Den har för närvarande 98 631 artiklar.
Den omnämndes 27 augusti 2006 i International Herald Tribune och New York Newsdays artiklar om de mindre språkversionernas problem.